# Gry Forssell med vänner

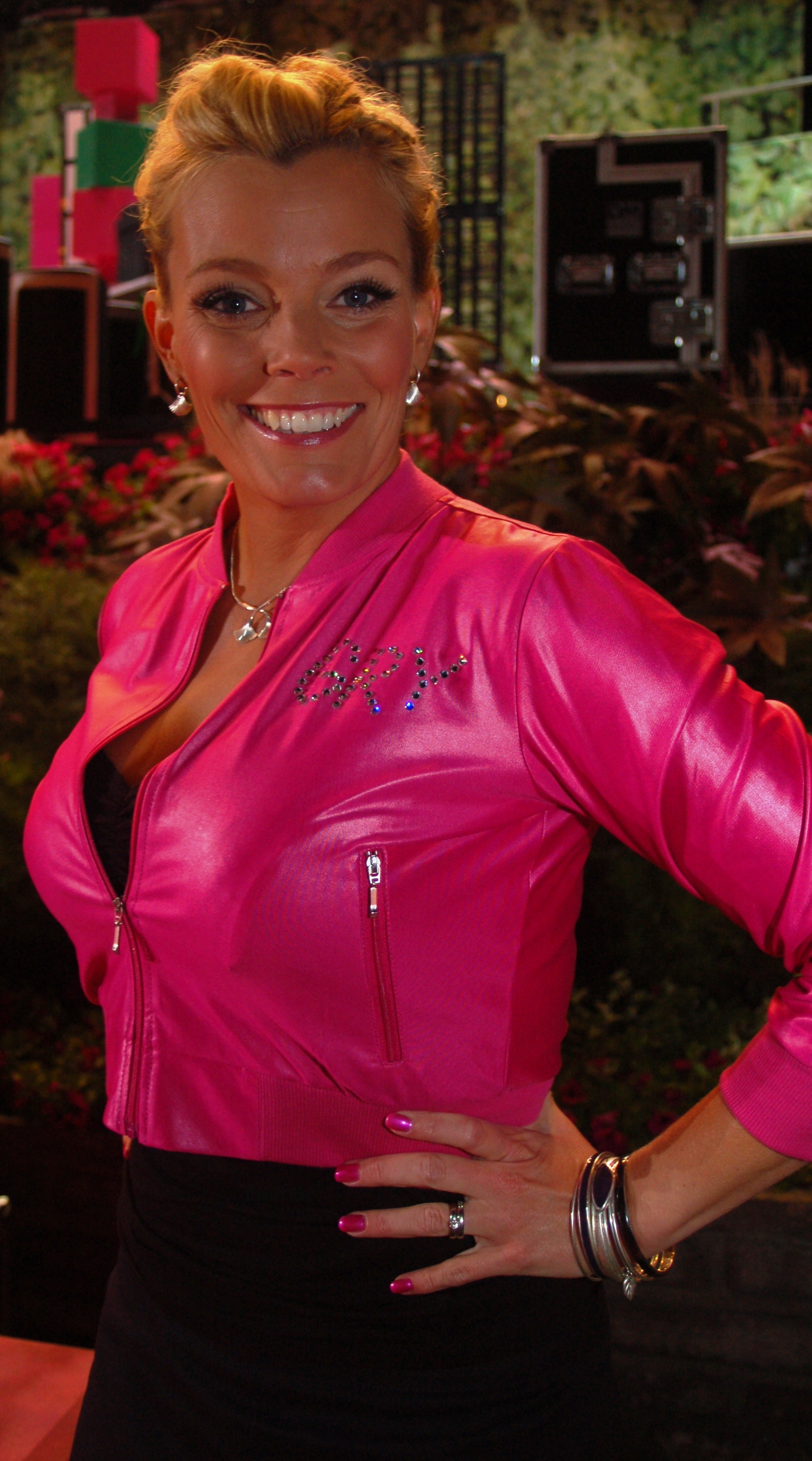
Gry Forssell

Gry Forssell med vänner (tidigare Äntligen morgon) är ett radioprogram, en så kallad morgonshow, med Gry Forssell. Programmet hade premiär i oktober 2004 och sänds mellan 06.00 och 10.00 på vardagar i radiokanalen Mix Megapol, och innehåller allmän underhållning, nyheter och i Stockholm även trafikinformation. Programmet består också av Jakob Öqvist, Karolina Widerström, 
Jonas Rhodiner som läser nyheter varje hel och halv timme, och producenten Gullige Dansken. Dessutom ett antal regelbundet återkommande personer, bland andra Mikael Tornving, Keyyo, Thomas Bodström och David Lindgren.

## Bakgrund
Programmet har hämtat inspiration från främst amerikanska morgonradioprogram, och likheter finns även med andra svenska motsvarigheter som Rix Morronzoo i Rix FM och Vakna med NRJ på NRJ (tidigare Vakna med The Voice på The Voice och som även sändes i Kanal 5). Äntligen Morgon har vid flera tillfällen utsetts till "Årets morgonshow" och "Årets underhållning" av Radioakademin.
Adam Alsing var programledare från starten 2004, men lämnade programmet i samband med sommaruppehållet 2011 för att istället arbeta för MTG, där han från 2013 var programledare för konkurrerande RIX Morronzoo. Claes Åkeson ersatte Alsing men lämnade programmet efter blott sju veckor den 30 september 2011, av personliga skäl.

## Programinslag
- Nyhetssändningar från TV4 med Nyhets-Jonas.
- Succétävlingen Jackpot – En lyssnare får höra intron till sex låtar och skall gissa vilken artist det är. För varje rätt svar vinner den tävlande 100 kr. Gissar den tävlande rätt på samtliga sex låtar vinner hen istället 10 000 kr.

## Tidigare programinslag
- Vinn Adams pengar - Äntligen morgons mest framgångsrika programpunkt som gick ut på att lyssnarna kunde vinna pengar direkt ur programledarens egen ficka. Programpunkten kom till efter Anders och Gry påstått att Adam tjänar (minst!) 80 000 kronor om dagen - efter skatt - och att han därför borde spela om dem. Lyssnarna fick svara på tio frågor medan Adam Alsing väntade utanför studion. När frågorna var ställda kom Adam tillbaka till tonerna av någon omskriven populär låt som handlar om hur Adam "äger". Adam fick då svara på samma frågor. Därefter fanns programpunkten inkluderad i konkurrenten Rix-FM:s morgonprogram 'Rix Morronzoo', där hette dock inslaget 'Vinn Adams RIX-daler'. Adam fick oftast flest rätt och vann. Ett urval av de låtar som har skrivits om:
  - Wolves of the Sea av Pirates of the Sea, som Wolf of the Quiz
  - Boten Anna av Basshunter, som Adam, åh Adam
  - Vi sitter i Ventrilo och spelar DotA av Basshunter, som Jag sitter här i luren och väntar på Herr Alsing
  - Vild och skild av Magnus Uggla, som Stenhårt ägd
  - I lågornas sken av Nordman
  - Ledig av Mange Schmidt
  - Kom av Timotej, som Kung Adam, kung
  - Dansa din djävul av Petter, som Svara din djävul
- World of News - Adam läste upp bisarra nyheter från olika delar av världen. Sändes varje dag efter halv tio.
- Stoppa pressarna! - Claes läste ordagrant ur en artikel i en svensk tidning. Artikeln kunde uppfattas som lite tokig eller lustig. Sändes varje dag efter halv tio.
- Bluffmakarna - En tävling där en radiolyssnare ringde in och får lyssna på programledarnas anekdoter. Alla tre anekdoter handlade om samma sak. Den tävlande gissade därefter vem av programledarna som talade sanning.
- Det milt pinsamma - Varje onsdag fick David Batra utföra ett milt pinsamt uppdrag. Uppdraget skulle enligt reglerna utföras i radiostudion och bestod därför ofta av ett pinsamt telefonsamtal.
- Fem krokben – Varje måndag får David Hellenius i uppgift att ringa ett telefonsamtal och på 90 sekunder hinna använda fem annorlunda ord i ett normalt samtal.
- Filmtipset med Hans Wiklund – På torsdagar efter klockan halv 9 recenserar Hans Wiklund biofilm samt kommer med ett DVD-tips.
- Sjukanmälan – Gry tvingade Anders varje onsdag att ringa och sjukanmäla sig på ett jobb han inte har.
- Sport med Anders Timell – Anders plockade på eget bevåg ut de mest intressanta sporthändelserna. Sändes 07.15 med reprisering efter nio. Fönster mot mediavärlden – Alex Schulman (och periodvis Fredrik Virtanen) listar mediavärldens viktigaste personer och företeelser under den gångna veckan.
- Emmas Trendspaning – Emma Wiklund tipsar om trender inom modevärlden.
- En skön jävla låt – Varje onsdag tipsar Petter om en skön låt.
- Tornvings torsdag – Mikael Tornving kommer till studion och ger relationsråd under namnet Dr Kärlek.
- Sigge tittar på TV – På fredagar recenserar Sigge Eklund film och TV.

## Utmärkelser
- 2005 – Stora radiopriset som Årets morgonprogram (morgonshow)
- 2008 – Stora radiopriset som Årets morgonprogram (morgonshow)
- 2009 – Stora radiopriset som Årets underhållning
- 2012 – Stora radiopriset som Årets morgonprogram (morgonshow)
- 2012 – Stora radiopriset som Årets folkbildare (Micke Tornving förklarar, med Mikael Tornving)
- 2013 – Stora radiopriset som Årets bästa manliga programledare (Anders Timell)
- 2013 – Stora radiopriset som Årets rookie (nykomling) (Sigge Eklund)
- 2018 - Stora radiopriset som Årets Programledare Gry Forssell
- 2019 - Stora radiopriset som Årets Programledare Gry Forssell